# Forges-les-Eaux
Forges-les-Eaux település Franciaországban, Seine-Maritime megyében. Lakosainak száma 3318 fő (2018. január 1.). Forges-les-Eaux La Ferté-Saint-Samson, Le Fossé, Roncherolles-en-Bray és Serqueux községekkel határos.

## Népesség
A település népességének változása:
| Lakosok száma | 3492 | 3357 | 4077 | 3309 | 3318 |
|               | 2013 | 2015 | 2016 | 2017 | 2018 |